# 9368 Esashi
A 9368 Esashi (ideiglenes jelöléssel 1993 BS3) a Naprendszer kisbolygóövében található aszteroida. Masaru Mukai és M. Takeishi fedezte fel 1993. január 26-án.